# Denny
Denny, skotsk gaeliska: an Daingneach, är en stad i Skottland, belägen i Falkirks kommun i ståthållarskapet Stirling and Falkirk, 11 km väster om Falkirk. Staden hade 7 933 invånare vid 2011 års folkräkning. 
Denny var fram till de stora nedläggningarna under 1980-talet en tung industristad och hade flera gjuterier, tegelfabriker, en kolgruva och ett pappersbruk. Staden mottog priset "Skottlands fulaste stad" från tidningen Urban Realm 2010, sedan den blivit tvåa efter John O'Groats och denna stad avböjt att ta emot priset vid ceremonin.
Vid Denny möts motorvägarna M80 och M876.

## Kända personer från Denny
- Sammy Baird (1930-2010), fotbollsspelare och tränare.
- Aiden McGeady (född 1986), fotbollsspelare.
- Jimmy McMullan (1895-1964), fotbollsspelare.
- Billy Steel (1923-1982), fotbollsspelare.